# Đại học Huachiew Chalermprakiet
Đại học Huachiew Chalermprakiet là một trường đại học ở tỉnh Samut Prakan, Thái Lan. Trường Sản khoa Huachiew, thành lập bởi Poh Teck Tung Foundation, bắt đầu giảng dạy y tá và hộ sinh năm 1941. Trường trở thành Cao đẳng Huachiew với một khoa y tá năm 1981 và thành trường đại học năm 1992 với tên gọi như hiện nay. Hiện trường có 9 khoa và một graduate school.